# Multivariate normale verdeling
In de kansrekening en de statistiek is de multivariate normale verdeling een speciale kansverdeling: het is het analogon van de normale verdeling in meer dimensies. De verdeling wordt ook wel met multidimensionale normale verdeling en multivariate Gaussische verdeling aangeduid.

## Definitie
De stochastische vector {\displaystyle X=(X_{1},\dots ,X_{n})} heeft een multivariate normale verdeling met verwachting {\displaystyle \mu =(\mu _{1},\dots ,\mu _{n})} en covariantiematrix de positief definiete n×n-matrix {\displaystyle \Sigma }, als de kansdichtheid gegeven is door:
{\displaystyle f_{X}(x_{1},\dots ,x_{n})=}
{\displaystyle {\frac {1}{\sqrt {(2\pi )^{n}|\Sigma |}}}e^{-{\tfrac {1}{2}}(x-\mu )'\ \Sigma ^{-1}(x-\mu )}.}
Daarin is {\displaystyle |\Sigma |} de determinant van {\displaystyle \Sigma }.

### Notatie
Men noteert kort: {\displaystyle X\sim N(\mu ,\Sigma )}.
Net als bij de univariate normale verdeling, is de verdelingsfunctie niet expliciet in gesloten vorm te schrijven.

## Speciaal geval: univariate normale verdeling
In het geval {\displaystyle n=1} is de verdeling niet meerdimensionaal, maar de gewone normale verdeling.

## Speciaal geval: bivariate normale verdeling
Als {\displaystyle n=2} heet de verdeling ook bivariate normale verdeling. De covariantiematrix wordt vaak geschreven als
{\displaystyle \Sigma ={\begin{pmatrix}\sigma _{1}^{2}&\rho \sigma _{1}\sigma _{2}\\\rho \sigma _{1}\sigma _{2}&\sigma _{2}^{2}\end{pmatrix}}},
waarin {\displaystyle \rho } de correlatiecoëfficiënt tussen {\displaystyle X_{1}} en {\displaystyle X_{2}} is.

## Eigenschappen
Als {\displaystyle X=(X_{1},\dots ,X_{n})\sim N(\mu ,\Sigma )}, geldt:
- Elke willekeurige lineaire combinatie {\displaystyle Y=a'X=a_{1}X_{1}+\ldots +a_{n}X_{n}} heeft een (univariate) normale verdeling, met verwachting {\displaystyle a'\mu } en variantie {\displaystyle a'\Sigma a}.
- De karakteristieke functie en momentgenererende functie zijn gegeven zoals vermeld in het overzicht rechtsboven.

## Gaussproces
Een Gaussproces is een stochastisch proces waarvan de eindigdimensionale verdelingen (de verdeling van de waardenvector van het proces op een eindige verzameling tijdstippen) normaal zijn. Klassieke voorbeelden van Gaussprocessen zijn: de brownse beweging en het Ornstein-Uhlenbeckproces.